# Leucotrienă

Leucotriena A_{4}

Leucotriena B_{4}

Leucotriena C_{4}

Leucotrienele aparțin familiei de lipide denumite eicosanoide. Sunt mediatori ai proceselor de inflamație, obținuți în urma reacției de oxidare a acidului arahidonic și a acidului gras esențial eicosapentaenoic, proces care este catalizat de enzima denumită 5-lipooxigenază.